# Імперіал (Каліфорнія)
Імперіал (англ. Imperial) — місто (англ. city) в США, в окрузі Імперіал штату Каліфорнія. Населення — 20 263 особи (2020).

## Географія
Імперіал розташований за координатами 32°50′15″ пн. ш. 115°34′19″ зх. д. / 32.83750° пн. ш. 115.57194° зх. д. (32.837503, -115.571860).  За даними Бюро перепису населення США в 2010 році місто мало площу 15,17 км², уся площа — суходіл.

### Клімат
Місто знаходиться у зоні, котра характеризується кліматом тропічних пустель. Найтепліший місяць — липень із середньою температурою 33.2 °C (91.7 °F). Найхолодніший місяць — січень, із середньою температурою 13 °С (55.4 °F).
| Клімат Імперіала        | Клімат Імперіала | Клімат Імперіала | Клімат Імперіала | Клімат Імперіала | Клімат Імперіала | Клімат Імперіала | Клімат Імперіала | Клімат Імперіала | Клімат Імперіала | Клімат Імперіала | Клімат Імперіала | Клімат Імперіала | Клімат Імперіала |
| Показник                | Січ.             | Лют.             | Бер.             | Квіт.            | Трав.            | Черв.            | Лип.             | Серп.            | Вер.             | Жовт.            | Лист.            | Груд.            | Рік              |
| Абсолютний максимум, °C | 35,6             | 35,6             | 40               | 42,8             | 47,8             | 50,6             | 51,1             | 51,1             | 47,8             | 43,9             | 36,7             | 32,2             | 51,1             |
| Середній максимум, °C   | 20,9             | 23,2             | 26,3             | 30,1             | 34,4             | 39,2             | 41,5             | 40,8             | 38,3             | 32,4             | 25,7             | 21,1             | 31,2             |
| Середня температура, °C | 13               | 15,2             | 18               | 21,5             | 25,4             | 29,8             | 33,2             | 32,9             | 29,9             | 23,9             | 17,3             | 13,2             | 22,8             |
| Середній мінімум, °C    | 5,1              | 7,2              | 9,7              | 12,9             | 16,6             | 20,5             | 24,8             | 25,1             | 21,6             | 15,4             | 8,9              | 5,3              | 14,4             |
| Абсолютний мінімум, °C  | −8,9             | −5,6             | −1,1             | 1,7              | 6,1              | 10               | 15,6             | 15,6             | 9,4              | 2,2              | −2,8             | −6,1             | −8,9             |
| Норма опадів, мм        | 10               | 12               | 6                | 2                | 0                | 0                | 2                | 8                | 6                | 7                | 5                | 13               | 72               |
| Днів з опадами          | 2                | 2                | 2                | 1                | 0                | 0                | 1                | 1                | 1                | 1                | 1                | 2                | 14               |
| Вологість повітря, %    | 50.6             | 48.4             | 41.6             | 36.6             | 32.7             | 29.1             | 35.2             | 38.4             | 35.8             | 37.6             | 41.5             | 48.5             | 39.6             |
| ----------------------- | ---------------- | ---------------- | ---------------- | ---------------- | ---------------- | ---------------- | ---------------- | ---------------- | ---------------- | ---------------- | ---------------- | ---------------- | ---------------- |
| Джерело: Weatherbase    |                  |                  |                  |                  |                  |                  |                  |                  |                  |                  |                  |                  |                  |

## Демографія
Згідно з переписом 2010 року, у місті мешкало 14 758 осіб у 4405 домогосподарствах у складі 3621 родини. Густота населення становила 973 особи/км².  Було 4751 помешкання (313/км²).
Расовий склад населення:
| - 63,0 % — білих - 2,5 % — азіатів - 2,2 % — чорних або афроамериканців - 1,0 % — корінних американців - 0,1 % — вихідців з тихоокеанських островів - 25,6 % — осіб інших рас |

До двох чи більше рас належало 5,5 %. Частка іспаномовних становила 74,8 % від усіх жителів.
За віковим діапазоном населення розподілялося таким чином: 33,4 % — особи молодші 18 років, 60,1 % — особи у віці 18—64 років, 6,5 % — особи у віці 65 років та старші. Медіана віку мешканця становила 29,9 року. На 100 осіб жіночої статі у місті припадало 95,6 чоловіків;  на 100 жінок у віці від 18 років та старших — 92,3 чоловіків також старших 18 років.
Середній дохід на одне домашнє господарство  становив 83 458 доларів США (медіана — 80 082), а середній дохід на одну сім'ю — 86 717 доларів (медіана — 80 350). Медіана доходів становила 64 642 долари для чоловіків та 40 872 долари для жінок. За межею бідності перебувало 8,7 % осіб, у тому числі 9,7 % дітей у віці до 18 років та 5,7 % осіб у віці 65 років та старших.
Цивільне працевлаштоване населення становило 6661 осіб. Основні галузі зайнятості: освіта, охорона здоров'я та соціальна допомога — 28,1 %, публічна адміністрація — 21,5 %, роздрібна торгівля — 15,8 %.